# Tanyptera angustistylus
Tanyptera angustistylus är en tvåvingeart som beskrevs av Alexander 1925. Tanyptera angustistylus ingår i släktet Tanyptera och familjen storharkrankar. Inga underarter finns listade i Catalogue of Life.